# Séraphin Olivier-Razali

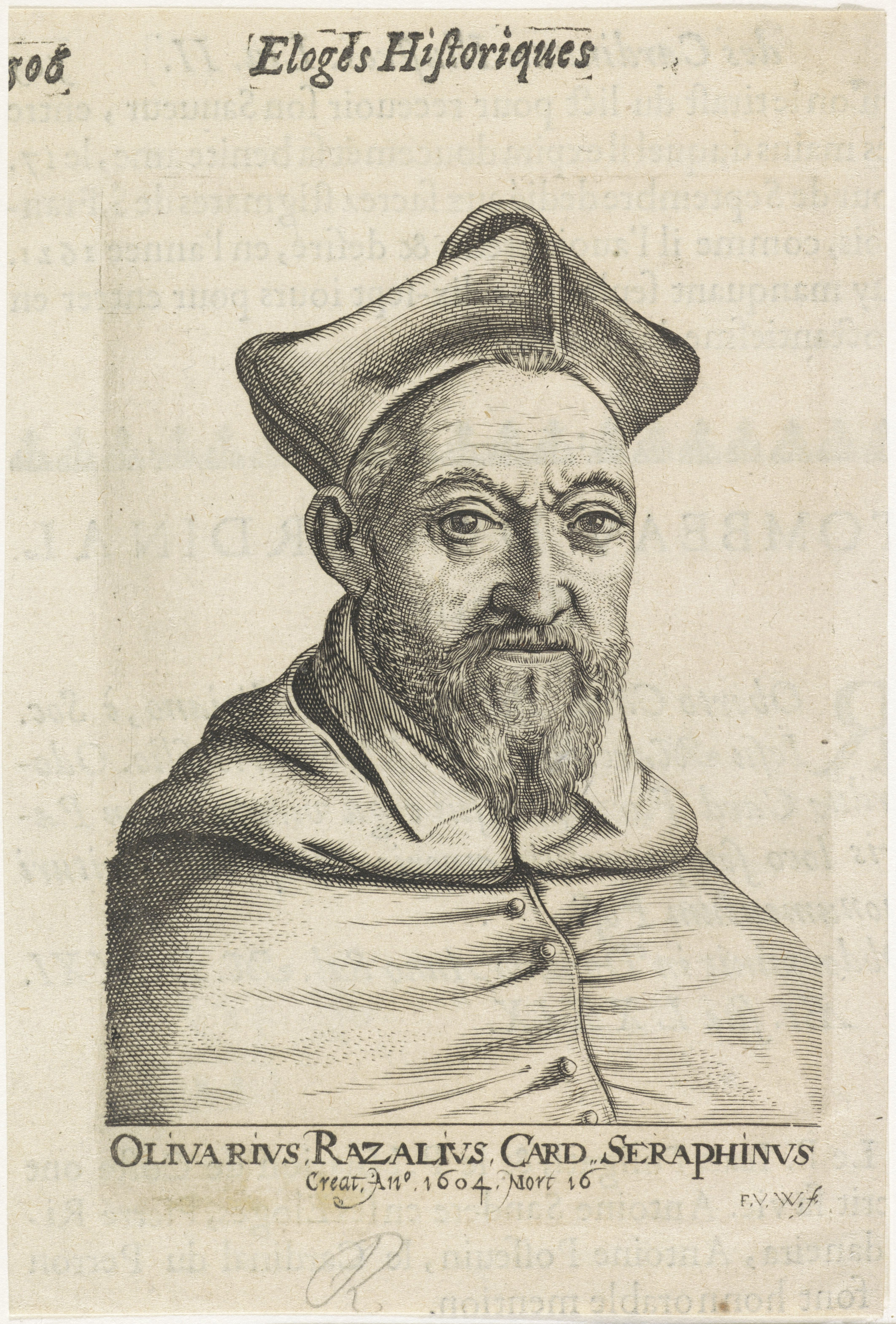
Kardinal Olivier-Razali

Séraphin Olivier-Razali bekannt als Kardinal Olivario (* 2. August 1538 in Lyon; † 10. Februar 1609 in Rom) war ein französischer Kardinal des 16. Jahrhunderts. Dieser Prälat französischer Herkunft wurde zum Rechtsberater und Vertrauten von Papst Urban VIII.

## Leben
Séraphin Olivier-Razali wurde 1538 in Lyon geboren. Er nahm den Namen seines Stiefvaters, Francesco Razali, eines Adligen aus Bologna, an.
Nach seinen Studien in Tournon und an der Universität Bologna wurde er 1562 dort Professor und 1564 zum Auditor bei der Rota Romana ernannt. Er war der Vertreter des Papstes in Polen bei der Krönung Heinrichs III., Mitglied der Kommission für die Reform des Gregorianischen Kalenders, Auditor der Rota und Dekan der Rota unter dem Pontifikat von Papst Gregor XIV.
Nach dem Ende der Hugenottenkriege in Frankreich intervenierte er, um die Absolution Heinrichs IV. zu erwirken. Zum Zeitpunkt der Verhandlungen zur Erlangung dieser Absolution war er einer der stärksten Befürworter des Königs. Nach der Abreise von Kardinal 'Ossat nach Bayeux wurde er zum Bischof von Rennes ernannt. 1602 verzichtete er auf seinen Bischofssitz und wurde auf seinen Wunsch hin durch François Larchivier ersetzt. Im gleichen Jahr wurde er zum Patriarchen von Alexandrien gewählt und am 9. Juni 1604 von Clemens VIII. zum Kardinal erhoben. Er erhielt die Titelkirche San Salvatore in Lauro. Im folgenden Jahr nahm er an den beiden Konklaven von 1605 teil, die nacheinander Leo XI. und Paul V. wählten.
Er gehörte zu den Mitgliedern des Kardinalskollegium, die 1606 bei der Weihezeremonie von Kardinal Maffeo Barberini (dem zukünftigen Papst Urban VIII.) durch Papst Paul V. anwesend waren. Ein von Federico Ubaldini (1610–1657) für den Kardinal in Auftrag gegebenes Gemälde zeigt Olivario, Farnese, Pompeo Arrigoni (1596–1616), Bellarmine und Borghese, Virili und Calamina bei dieser Zeremonie.
Er starb am 10. Februar 1609 und wurde in der Kirche Santissima Trinità dei Monti in Rom beigesetzt. Die Zeitzeugen lobten seine Strenge, seine große Regelmäßigkeit des Lebens und seine tadellose Moral.

## Kunstmäzen
Seraphim Razali unterstützte die Bemühungen von Männern der Wissenschaft, Literatur und Kunst. Insbesondere war er der Beschützer und Freund des Mathematikers Marin Getaldić, der ihm zwei seiner Werke widmete. Nach seinem Tod erhielten die Töchter des Mathematikers das letzte Werk ihres Vaters, „De Resolutione“, herausgegeben von der Apostolischen Kammer. Nach dem Willen des Verstorbenen wurde mit diesem Werk Kardinal Francesco Barberini gehuldigt.
Er war auch der Verteidiger Jacques-Auguste de Thou, der wegen Anfragen Roms nach der Veröffentlichung seiner universellen Geschichte besorgt war.
Schließlich malte Caravaggio sein Porträt. Diese Tatsache wird von dem Dichter Marzio Milesi berichtet, aber das Porträt ist heute verschollen.